# Пітер Купер
Пітер Купер (англ. Peter Cooper; 12 лютого 1791, Нью-Йорк — 4 квітня 1883, Нью-Йорк) — американський промисловець, винахідник, філантроп. Сконструював і збудував перший американський паровоз.

## Біографія
Народився 12 лютого 1791 року в місті Нью-Йорку. Мало ходив до школи і ще підлітком почав працювати на різних роботах разом зі своїм батьком. У 17 років він був підмайстром в одного з нью-йоркських стельмахів, що збирав карети. Згодом влаштувався на фірму, пов'язану з тканинами. Через три роки він відкрив власний бізнес у цьому напрямку. Потім Купер перетворив свою майстерню на меблеву фабрику, незабаром продав її і зайнявся бакалійним бізнесом.
1828 року Купер збудував металургійний завод у місті Балтімор.

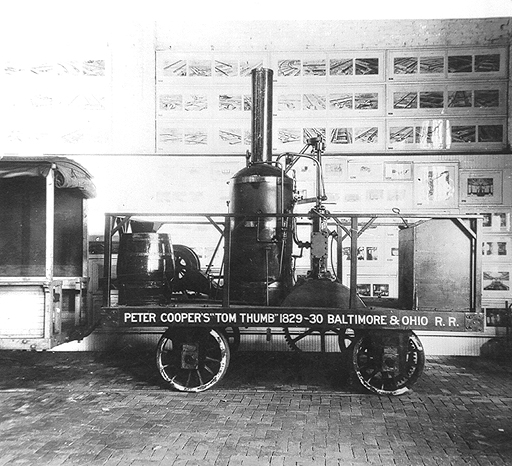
Модель паровоза «Мізинчик» конструкції Пітера Купера, першого паровоза, зібраного у США.

Пітер Купер протягом 1829—1830 років сконструював і збудував перший у США паровоз, названий «Tom Thumb» — «Мізинчик» (дослівно «Том-великий палець»). 28 серпня (за іншими даними, 18 вересня) 1830 року для випробування паровоза Купера були влаштовані перегони, у яких змагалися його паровоз і конка. Паровоз програв перегони баскому коневі, бо вийшов з ладу один з елементів приводу від парового двигуна. Однак, не зважаючи на це, вже менш ніж через рік, 31 липня 1831 року, на першій американській залізниці Балтімор — Огайо всі коні були замінені паровозами.
1836 року Купер організував прокатне виробництво в Нью-Йорку, 1845 року переніс його у Трентон. На його заводі 1856 року вперше у США було випробувано бесемерівський процес. У Філіпсбурзі він збудував найбільшу на той час доменну піч у Сполучених Штатах.
1840 року став олдерменом — членом міської управи міста Нью-Йорка.
Пітер Купер збудував також ливарні в Рінгвуді та Дурхамі, купив рудні копальні на півночі штату Нью- Джерсі й перевозив звідти залізну руду до своїх заводів залізницею.
Організував низку навчальних закладів, в тому числі і власним коштом. 1859 року в Нью-Йорку (в районі Іст-Вілідж) заснував вищий навчальний заклад, який функціонує донині і відомий як Куперський союз.
1876 року, у віці 85 років, балотувався на пост президента Сполучених Штатів Америки. Пітер Купер є найстаршим кандидатом на пост президента США за всю історію країни.

## Твори
- The Political and Financial Opinion of Peter Cooper, with an Autobiography of his Early Life, 1877.
- Ideas for a Science of Good Government, in Addresses, Letters and Articles on a Strictly National Currency, Tariff and Civl Service, 1883.
- Твори Пітера Купера на сайті Internet Archive.